# Derwent (Yorkshire)
Pour les articles homonymes, voir Derwent.
La rivière Derwent est une rivière dans le Yorkshire dans le nord de l'Angleterre.

## Géographie
Elle prend sa source au parc national des North York Moors, traverse Malton (Yorkshire du Nord) et Stamford Bridge (Yorkshire de l'Est), formant alors la frontière avec la ville d'York, avant de se jeter dans la rivière Ouse, à Barmby on the Marsh.
La rivière a également donné son nom à un des collèges constitutifs de l'université d'York: Derwent College.